# HMHS Salta
Salta – statek szpitalny wodowany w 1911 roku. 10 kwietnia 1917 wpadł na minę i zatonął.

## Zatonięcie

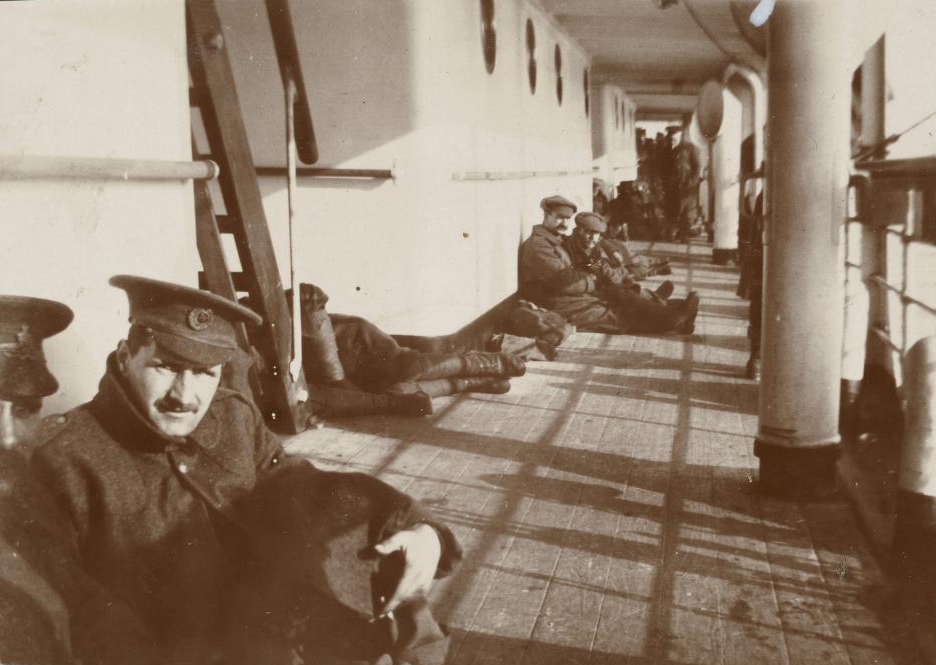
Pokład Salty w czasie I wojny światowej.

10 kwietnia 1917 o godzinie 1143 Salta wpadła na minę. Eksplozja uszkodziła kadłub statku. Woda szybko wlewała się do środka, a statek przechylił się na burtę i zatonął.